# РНК-полимераза

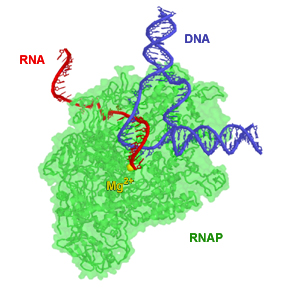
РНК-полимераза из клетки бактерии Thermus aquaticus в процессе репликации. Некоторые элементы фермента сделаны прозрачными, и цепи РНК и ДНК видны более отчётливо. Ион магния (жёлтый) располагается на активном участке фермента.

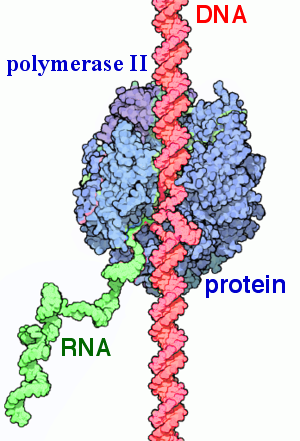
Транскрипция ДНК в РНК используя фермент РНК полимеразу II.

РНК-полимераза — фермент, осуществляющий синтез молекул РНК. В узком смысле, РНК-полимеразой обычно называют ДНК-зависимые РНК-полимеразы, осуществляющие синтез молекул РНК на матрице ДНК, то есть осуществляющие транскрипцию. Ферменты класса РНК-полимераз очень важны для функционирования клетки, поэтому они имеются во всех организмах и во многих вирусах.
Химически РНК-полимеразы являются нуклеотидил-трансферазами, полимеризующими рибонуклеотиды на 3'-конце цепи РНК.

## История изучения
РНК-полимераза была открыта независимо Джеральдом Гурвицем, Сэмом Вайсом, Одри Стивенс и Джеймсом Боннером в 1960 году. При этом Нобелевская премия по физиологии или медицине 1959 года была присуждена Северо Охоа и Артуру Корнбергу «за открытие механизмов биосинтеза РНК и ДНК». Охоа и Корнберг открытли полинуклеотидфосфорилазу, которая считалась катализирующей синтез РНК. Впоследствии было определено, что этот фермент является рибонуклеазой, то есть его функцией является деградация РНК, а не синтез РНК, несмотря на то, что он запускает свою естественную реакцию в обратном направлении in vitro.
Нобелевская премия по химии в 2006 году была присуждена Роджеру Корнбергу за получение точных изображений молекул РНК-полимеразы в различные моменты процесса транскрипции.

## Управление транскрипцией

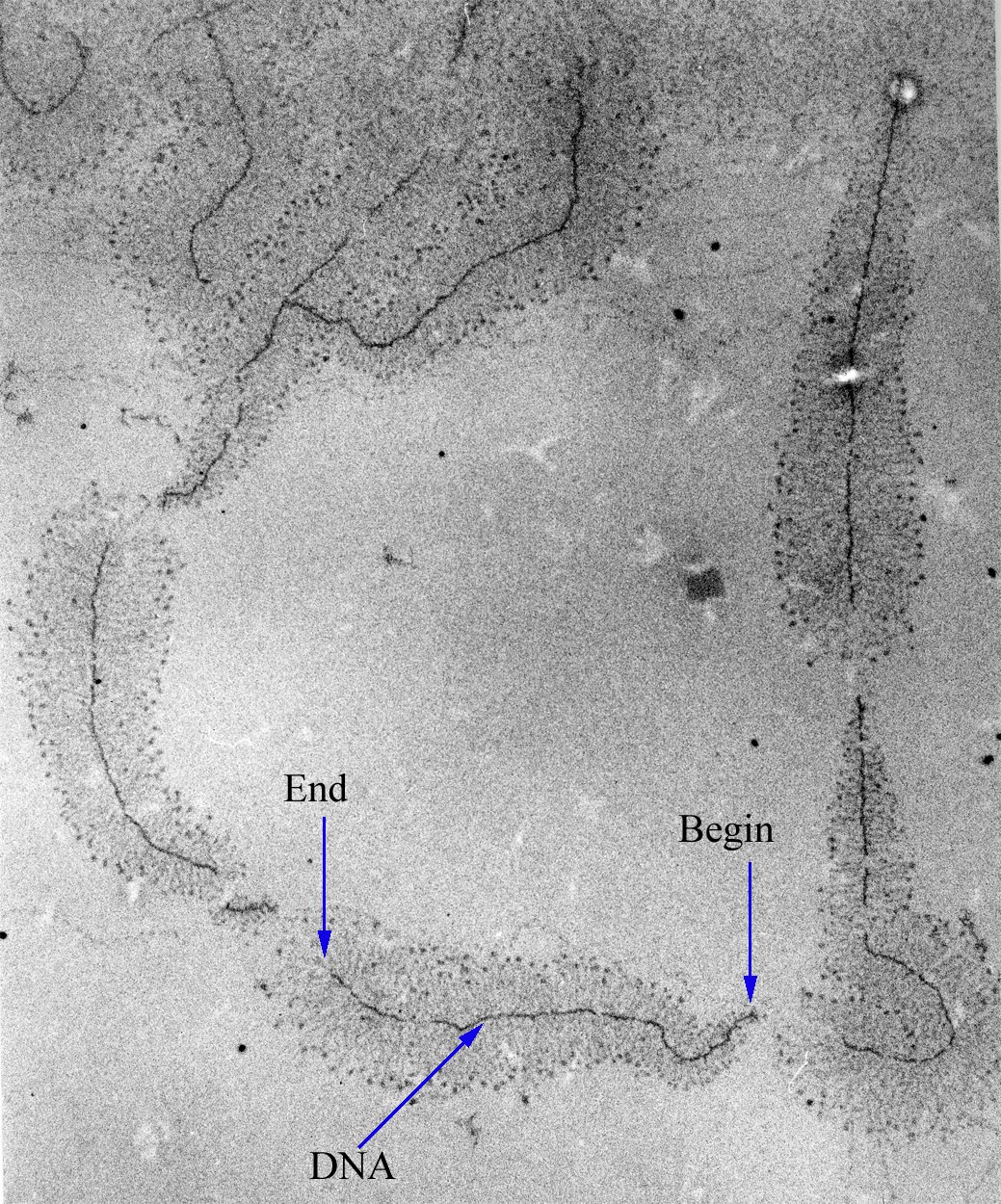
Электронная микрофотография нитей ДНК, обвешанных сотнями молекул РНК-полимеразы, слишком маленьких для такого разрешения. Каждая РНК-полимераза транскрибирует нить РНК, которая видна на фотографии как ответвление от ДНК. Отметкой «Begin» указан 5'-конец ДНК, с которого РНК-полимераза начинает транскрипцию; «End» — 3'-конец, у которого транскрипция более длинных молекул РНК завершается.

Управление процессом транскрипции генов позволяет контролировать экспрессию генов и таким образом позволяет клетке адаптироваться к изменяющимся условиям внешней среды, поддерживать метаболические процессы на должном уровне, а также выполнять специфические функции, необходимые для существования организма. Неудивительно, что действие РНК-полимеразы очень сложно и зависит от множества факторов (так, у Escherichia coli идентифицировано более 100 факторов, тем или иным способом влияющих на РНК-полимеразу).
РНК-полимераза начинает транскрипцию с особых участков ДНК, называемых промоторами и производит цепочку РНК, комплементарную соответствующей части нити ДНК.
Процесс наращивания молекулы РНК нуклеотидами называется элонгацией. В эукариотических клетках РНК-полимераза может собирать цепочки из более 2,4 млн элементов (например, такую длину имеет полный ген белка дистрофина).
РНК-полимераза завершает формирование цепочки РНК, когда встречает в ДНК специфическую последовательность, называемую терминатором.
РНК-полимераза производит следующие разновидности РНК:
- Матричная РНК (мРНК) — шаблон для синтеза белков в рибосомах.
- Некодирующая РНК или «РНК-ген» — большой класс генов, кодирующих РНК, на которых не может быть построено белка. Самые известные представители этого класса — транспортная РНК (тРНК) и рибосомная РНК (рРНК), сами участвующие в процессе синтеза белка. Однако начиная с поздних 90-х годов XX столетия было обнаружено много других РНК-генов. Это дало возможность предположить, что РНК-гены играют более значительную роль в клетке, чем было принято считать раньше.
  - Транспортная РНК (тРНК), переносящая аминокислоты к растущей на рибосоме белковой цепочке во время процесса трансляции.
  - Рибосомная РНК (рРНК), входящая в состав рибосомы;
  - МикроРНК, регулирующая активность генов;
  - Каталитическая РНК, обладающая свойствами ферментов.

РНК-полимераза осуществляет синтез с нуля. Это возможно вследствие того, что взаимодействие начального нуклеотида гена и РНК-полимеразы позволяет ей закрепиться на цепочке и обрабатывать следующие нуклеотиды. Это отчасти объясняет, почему РНК-полимераза обычно начинает транксрипцию с АТФ, за которым следует ГТФ, УТФ и затем ЦТФ.
В отличие от ДНК-полимеразы РНК-полимераза обладает также геликазным действием.

## Действие РНК-полимеразы

### Связывание и инициирование транскрипции

Схема инициализации транскрипции

В связывании РНК-полимеразы участвует α-субъединица, распознающая элемент ДНК, предшествующий гену (-40…-70 шагов), и σ-фактор, распознающий участок −10…-35. Существует большое количество σ-факторов, контролирующих экспрессию генов. Например: σ70, который синтезируется в нормальных условиях и позволяет РНК-полимеразе связываться с генами, отвечающими за метаболические процессы клетки; или σ32, блокирующий связывание РНК-полимеразы с генами белков теплового шока.
После связывания с ДНК структура РНК-полимеразы превращается из закрытой в открытую. Это превращение включает в себя разделение моноспиралей ДНК с образованием раскрученного участка длиной около 13 шагов. Рибонуклеотиды затем собираются в цепочку в соответствии с базовой нитью ДНК, используемой в качестве шаблона. Суперскрученность молекул ДНК играет существенную роль в деятельности РНК-полимеразы: поскольку участок ДНК перед РНК-полимеразой раскручен, в нем существуют положительные компенсационные супервитки. Участки ДНК позади РНК-полимеразы снова закручиваются и в них присутствуют отрицательные супервитки.

### Элонгация
Во время элонгационной фазы транскрипции происходит добавление рибонуклеотидов к цепи и переход от структуры РНК-полимеразного комплекса от открытой к транскрипционной. По мере сборки молекулы РНК участок ДНК перед РНК-полимеразой раскручивается далее, и 13-парный открытый комплекс превращается в 17-парный транскрипционный комплекс. В этот момент промотор (участок ДНК −10…-35 шагов) завершается, и σ-фактор отделяется от РНК-полимеразы. Это позволяет остальному РНК-полимеразному комплексу начать движение вперед, так как σ-фактор удерживал его на месте.
17-парный транскрипционный комплекс содержит гибрид ДНК и РНК, содержащий 8 пар оснований — 8-шаговый участок РНК, соединенный с шаблонной цепью ДНК. По мере выполнения транскрипции рибонуклеотиды добавляются к 3'-концу собираемой РНК, и РНК-полимеразный комплекс движется по цепи ДНК. Хотя в РНК-полимеразе не обнаружено свойств, характерных для 3'-экзонуклеазы, аналогичных проверочной деятельности ДНК-полимеразы, есть свидетельства того, что РНК-полимераза останавливается и корректирует ошибки в случаях ошибочного формирования пар оснований ДНК-РНК.
Добавление рибонуклеотидов к РНК обладает механизмом, очень близким к полимеризации ДНК. Считается, что ДНК- и РНК-полимеразы могут быть эволюционно связаны. Аспарагиновые остатки в РНК-полимеразе связываются с ионами Mg2+, которые, в свою очередь, осуществляют выравнивание фосфатных групп рибонуклеотидов: первый Mg2+ удерживает α-фосфат нуклеотидтрифосфата, подлежащего добавлению в цепочку. Это позволяет осуществить связывание нуклеотида с 3' OH-группой конца собираемой цепочки и таким образом добавить НТФ в цепочку. Второй Mg2+ удерживает пирофосфат НТФ. Общее уравнение реакции таким образом имеет вид:
(НМФ)n + НТФ --> (НМФ)n+1 + ПФi

### Терминация
Терминация транскрипции РНК может быть ρ-независимой либо ρ-зависимой.
ρ-независимая терминация осуществляется без помощи ρ-фактора. Транскрипция палиндромного участка ДНК приводит к формированию шпильки из РНК, зацикленной и связанной с самой собой. Эта шпилька богата гуанином и цитозином, что делает её более стабильной, нежели гибрид ДНК-РНК. В результате 8-парный гибрид ДНК-РНК в транскрипционном комплексе сокращается до 4-парного. В случае если эти 4 последние пары оснований составлены слабыми аденином и уридином, молекула РНК отделяется.

## Бактериальная РНК-полимераза

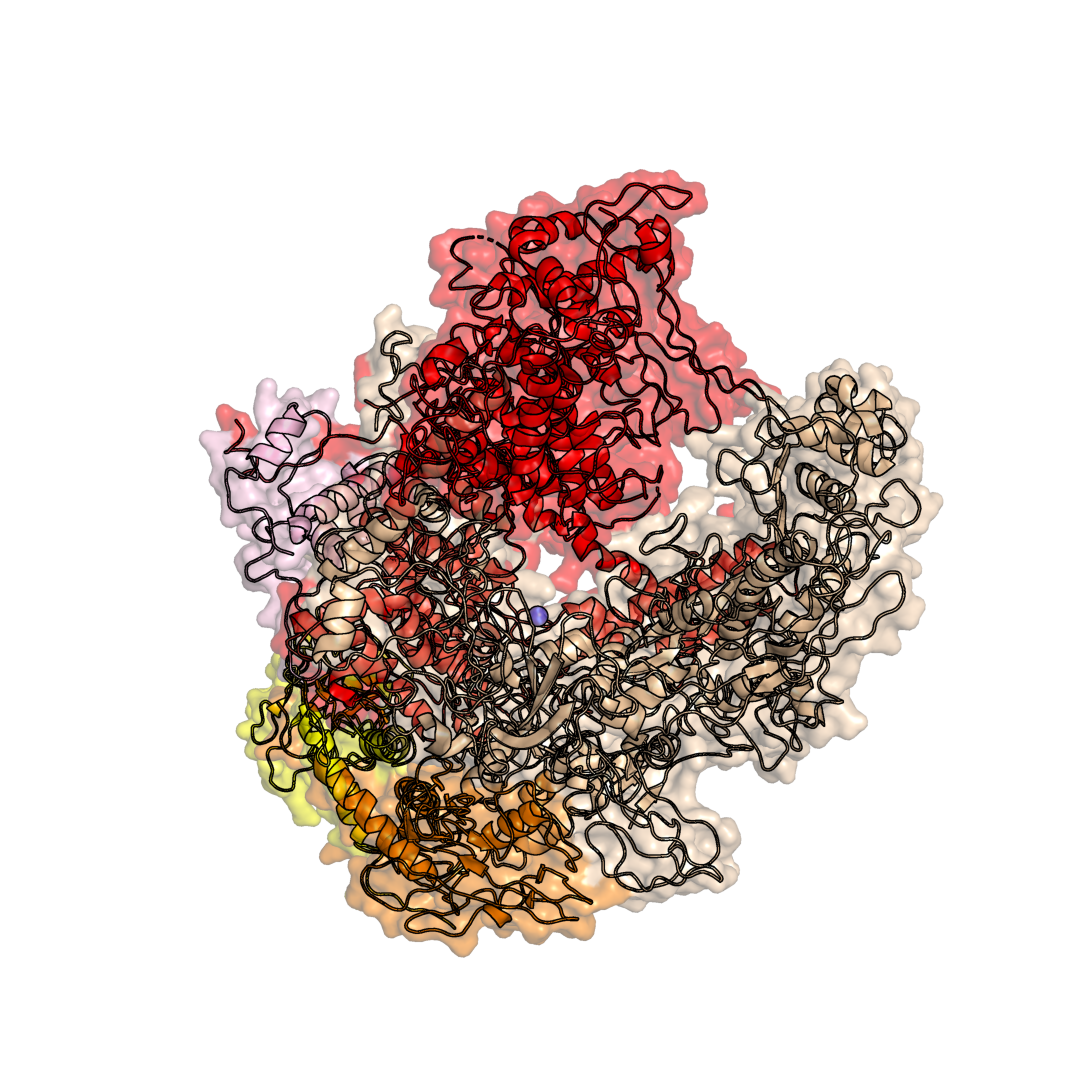
Структура бактериальной РНК-полимеразы из Thermus aquaticus, PDB ID 1HQM.
Покрашены субъединицы:
α1 – оранжевый,
α2 – желтый,
β – бежевый,
β' – красный,
ω – розовый.

У бактерий один и тот же фермент катализирует синтез трёх типов РНК: мРНК, рРНК и тРНК.
РНК-полимераза — достаточно большая молекула. Основной фермент содержит 5 субъединиц (~400 кДа):
- α2: две α-субъединицы связывают остальные элементы фермента и распознают регулирующие факторы. Каждая субъединица состоит из двух доменов: αСКД (С-концевой домен) связывает первый элемент промотора, и αNКД (N-концевой домен) связывается с остальными компонентами полимеразы.
- β: эта субъединица обладает собственно полимеразным действием, катализируя синтез РНК. Она осуществляет инициацию процесса и управляет элонгацией.
- β': неспецифически связывается с ДНК.
- ω: восстанавливает денатурированную РНК-полимеразу обратно в дееспособную форму in vitro. Также обнаружено её защитное/шаперонное действие на β'-субъединицу у Mycobacterium smegmatis.

Для связывания с промоторными областями ДНК, основной фермент нуждается в еще одной субъединице — сигма (σ). Сигма-фактор значительно снижает сродство РНК-полимеразы к неспецифичным областям ДНК, и в то же время повышает её чувствительность к определенным промоторам, в зависимости от своей структуры. С его помощью транскрипция начинается с нужного участка ДНК.
Полный голоэнзим таким образом состоит из 6 субъединиц: α2ββ'σω (~480 кДа).
В структуре РНК-полимеразы присутствует канавка длиной 55 Å (5,5 нм) и шириной 25 Å (2,5 нм). Именно в эту канавку помещается двойная спираль ДНК, имеющая ширину 20 Å (2 нм). На длине канавки укладывается 16 нуклеотидов.
Молекулы РНК-полимеразы не растворены в цитоплазме. Когда РНК-полимераза не используется, она связывается с неспецифичными областями ДНК в ожидании открытия активного промотора.

### Транскрипционные кофакторы
Существуют белки, связывающиеся с РНК-полимеразой и влияющие на её поведение. Например greA и greB из E. coli усиливают способность РНК-полимеразы расщеплять шаблон РНК у растущего конца цепи. Такое расщепление может «спасти» застрявшую молекулу РНК-полимеразы, а также, вероятно, участвует в устранении ошибок сборки цепи РНК.
Отдельный кофактор Mfd задействован в транскрипционном восстановлении ДНК. Во время этого процесса РНК-полимераза обнаруживает поврежденные участки ДНК и привлекает другие ферменты для её восстановления.
Многие другие кофакторы обладают регулирующим влиянием, заставляя РНК-полимеразу экспрессировать или не экспрессировать определенные гены.

## РНК-полимераза в эукариотических клетках

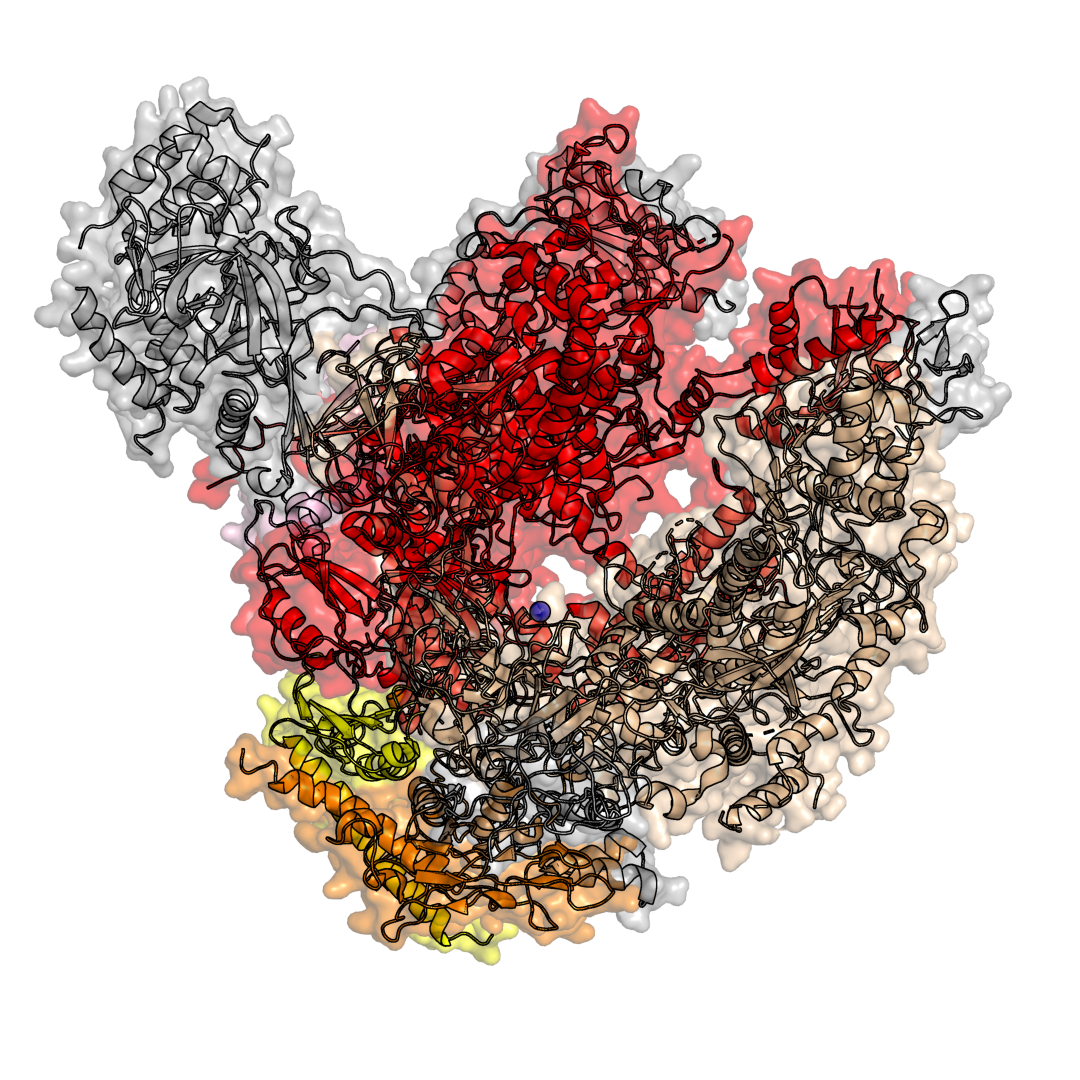
Структура эукариотической РНК-полимеразы II из Saccharomyces cerevisiae, PDB ID 1WCM.
Покрашены субъединицы, гомологичные субъединицам бактериальной полимеразы:
RPB3 – оранжевый,
RPB11 – желтый,
RPB2 – бежевый,
RPB1 – красный,
RPB6 – розовый,
остальные 7 субъединиц покрашены серым.

Эукариоты обладают различными типами РНК-полимераз, классифицируемыми по типам РНК, которые они производят:
- РНК-полимераза I, синтезирующая 45S-предшественника рРНК, превращающуюся затем в рРНК 28S, 18S и 5,8S, которые уже образуют главные РНК-секции рибосомы.[9]
- РНК-полимераза II, производящая предшественников для мРНК, а также для большинства мяРНК и миРНК.[10] Это наиболее хорошо изученный тип РНК-полимеразы. Ввиду того, что транскрипция должна происходить под строгим контролем, РНК-полимеразе II для связывания с промоторами требуется целый набор факторов транскрипции.
- РНК-полимераза III, синтезирующая тРНК, 5S рРНК и другие малые РНК, присутствующее в ядре и цитозоле.[11]

Существуют также и другие типы РНК-полимеразы, используемые в митохондриях и хлоропластах. Молекулярная масса этих ферментов составляет величину порядка 500 000. Они различаются по чувствительности к альфа-аманитину. РНК-полимераза I нечувствительна к нему, РНК-полимераза III умеренно чувствительна, а РНК-полимераза II сильно ингибируется им.

## РНК-полимераза у архей
Археи используют один вид РНК-полимеразы, который тем не менее очень похож на три основных типа РНК-полимераз у эукариот. Некоторые ученые предполагают, что архейная РНК-полимераза в определенном приближении может являться эволюционным предком специализированных эукариотических полимераз.

## РНК-полимераза у вирусов

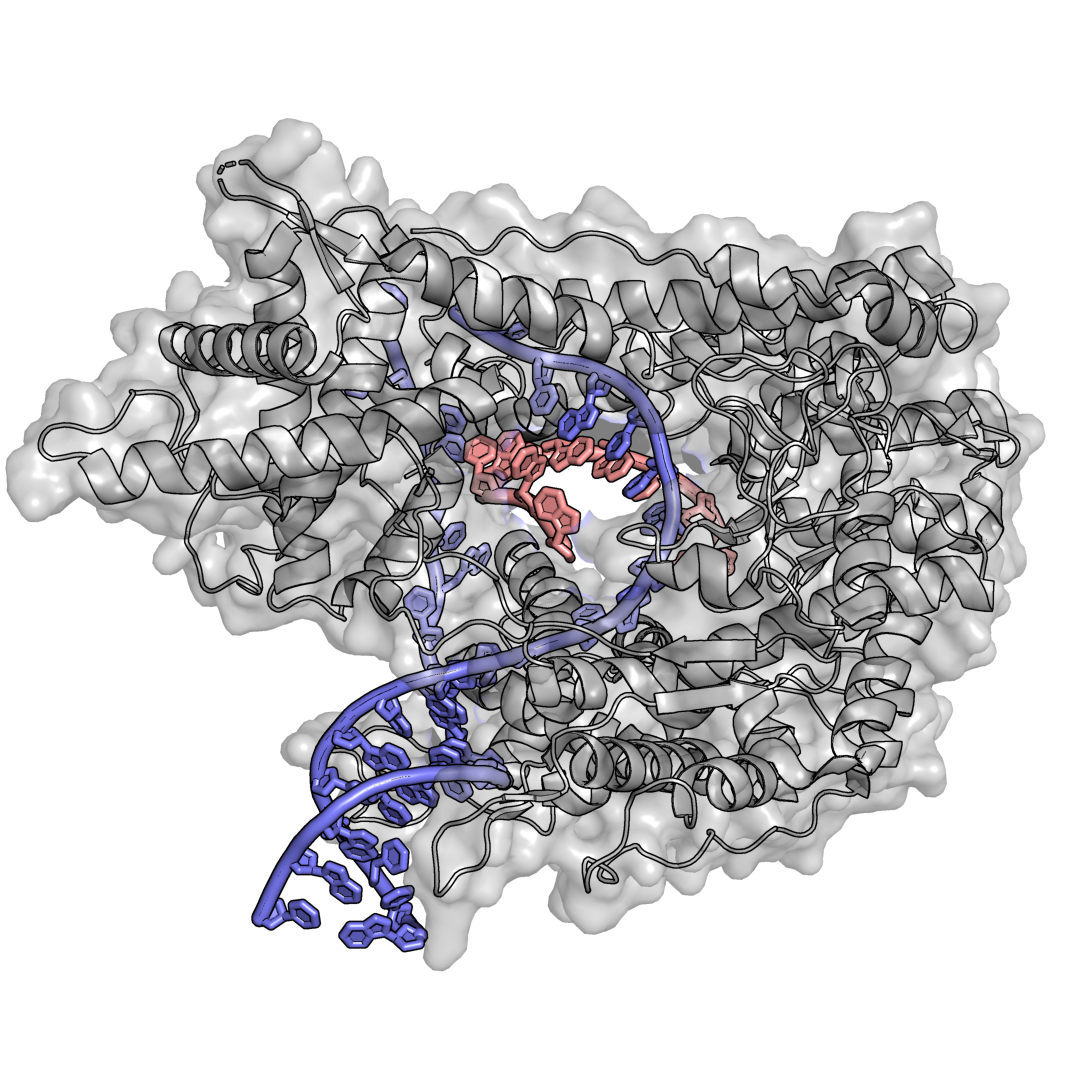
Структура РНК-полимеразы Фаг T7 с фрагментами ДНК и РНК, PDB ID 1MSW. Белок покрашен серым, ДНК синим, РНК персиковым.

Многие вирусы содержат РНК-полимеразу. Пожалуй, наиболее хорошо изученная вирусная РНК-полимераза имеется у бактериофага T7. Эта РНК-полимераза, состоящая из одной субъединицы, похожа на митохондриальную и хлоропластную, а также на ДНК-полимеразу.
Считается, что большинство вирусных полимераз произошли от ДНК-полимеразы, а не от сложных многокомпонентных РНК-полимераз.
Вирусные полимеразы очень многочисленны. Многие из них могут использовать в качестве шаблона РНК, а не ДНК, как, например, у вирусов с двуцепочечной РНК или с одноцепочечной РНК негативной полярности. Некоторые вирусы с одноцепочечной РНК позитивной полярности также содержат РНК-зависимые РНК-полимеразы.

## Функциональные области

### C-концевой домен РНК-полимеразы

#### Инициирование транскрипции
Домен, расположенный на углекислом конце РНК-полимеразы II осуществляет инициирование транскрипции ДНК. C-концевой домен обычно состоит из порядка 52 повторений последовательности Tyr-Ser-Pro-Thr-Ser-Pro-Ser . Фактор транскрипции TFIIH, являющийся киназой, гиперфосфорилирует C-концевой домен РНК-полимеразы, тем самым заставляя полимеразный комплекс начать движение от места инициирования транскрипции.

#### 5'-кэпирование
С-концевой домен также является местом связывания комплекса кэпирования. У эукариот после синтеза 5'-конца мРНК фосфатаза концевой фосфат с 5'-конца полирибонуклеотида фермент гуанозинтрансфераза присоединяет к нему гуанозинмонофосфат. При этом образуется 5',5'-трифосфатная связь. Кэпирующий комплекс затем диссоциирует от мРНК, 5'-кэп из ГТФ связывается с кэп-связывающим комплексом, C-концевого домена РНК-полимеразы. 5'-кэп в структуре мРНК эукариот имеет большое значение для связывания молекул мРНК с рибосомами, а также предотвращает деградацию РНК.

#### Сплайсосома
С-концевой домен РНК-полимеразы также является областью связывания со сплайсосомными факторами, участвующими в процессе сплайсинга РНК. Эти факторы способствуют осуществлению сплайсинга и удалению интронов в процессе транскрипции РНК.

#### Мутация в C-концевом домене
Был проведен ряд исследований поведения РНК-полимеразы при удалении определенных аминокислот из её C-концевого домена. Показано, что мутации усечения C-концевого домена РНК-полимеразы II влияют на её способность начинать транскрипцию набора генов in vivo, снижая чувствительность к активационным последовательностям этих генов.

## Очистка РНК-полимеразы
РНК-полимераза может быть выделена следующими способами:
- На фосфоцеллюлозной колонке.[18]
- При помощи глицеринового градиентного центрифугирования.[19]
- С использованием колонки ДНК.
- На ионообменной колонке.[20]

А также комбинациями вышеуказанных методов.